# Amanz Gressly
Amanz Gressly (17 de juliol de 1814 - 13 d'abril de 1865), fou un geòleg i paleontòleg suís. Va introduir l'ús del terme fàcies en geologia, i és considerat com un dels fundadors de la moderna estratigrafia i paleoecologia.